# سراچه منزل حاجی معین
سراچه منزل حاجی معین مربوط به اواخر دوره قاجار است و در بیدخت، خیابان بهار واقع شده و این اثر در تاریخ ۱۹ مرداد ۱۳۸۴ با شمارهٔ ثبت ۱۲۹۲۹ به‌عنوان یکی از آثار ملی ایران به ثبت رسیده است.